# Cath Palug
Cath Palug, también conocido como Cath Paluc, Cath Balug, Cath Balwg, Chapalu, Capalu, o Capalus, literalmente "El gato de Palug", o quizás del galés 'palug' que significa 'arañar' era un gato monstruoso de la mitología celta, cuyo recuerdo pervivió en Gales y la Galia incorporándose al ciclo artúrico. Se dice que habitaba en la isla de Anglesey y que había matado y devorado a nueve valerosos guerreros. En la Tríada de Gales (Trioedd Ynys Prydein) se dice que era hijo de una enorme cerda, Henwen, y que tras su nacimiento fue arrojado al mar para que se ahogara. Sin embargo, consiguió sobrevivir y fue arrastrado hasta Anglesey donde fue criado por los hijos de Palug, que ignoraban su peligrosidad. Cuando creció, escapó y sembró la muerte por donde pasaba hasta que fue muerto por Cai (Sir Kay). En otras versiones es el propio rey Arturo quien le da muerte.
En otra tradición de origen desconocido se lo asocia con el Mont du Chat en la región de Saboya en Francia, cerca del lago Ginebra, donde Arturo fue derrotado por el Gato durante la batalla que libraron en un pantano cerca de Mont du Chat.

## Etimología
Según Philippe Walter el nombre francés se puede descomponer en «chat» (gato) y «pelu» o «palu», que corresponde al actual «poilu» (peludo), una teoría citada en las obras para el gran público. Jean-Paul Lelu investigó el parentesco entre los nombres Cath Paluc, Capalu y Chapalu sugiriendo que «ca» es un prefijo despectivo y "palu" significa ciénaga o pantano. En galés, bien que « Palug» significa «salvador», la palabra parece más relacionada con «el que hiere, el que araña». Según Claude Sterckx «no hay duda de que el Chat Palug (Cath Palug) galo y el Chapalu francés son la misma criatura». El nombre galo habría dado lugar, por deformación, a la forma francesa.··. Jean Markale, cuyos trabajos a menudo son discutidos, señala numerosas etimologías «más o menos fantasiosas» para esta criatura, siendo la más lógica y frecuentemente citada la de un «chat des paluds», es decir, un gato de los pantanos. Los estudios más antiguos han evocado la posibilidad del sentido de «león», de «dios tigre» o de «dios gato», a partir del prefijo «ca». Joseph Loth menciona la variante «Balug», compuesta de «Bal», que evoca a un antiguo dios céltico.

## Origen y características
Todos los textos sobre el Chapalu lo relacionan directamente con el elemento líquido, característica destacada en las investigaciones de Émile Freymond en 1899. Axel Wallenskold, comentando las investiciones de Freymond en 1900, lo presenta como una «personificación mítica de la mar». El título de «roi des lûtons», de origen acuático según diferentes relatos, lleva de nuevo a este elemento.·
También se presenta como un monstruo de naturaleza demoníaca. La literatura hagiográfica medieval tiende de hecho a «demonizar» las creencias paganas, un aspecto particularmente visible en Estoire de Merlin. A partir de análisis toponímicos y folklóricos, Jean-Paul Lelu llega a la conclusión que el Chapalu es en origen un guardián de los caminos acuáticos hacia el Inframundo celta, parecido a la tarasca, que comparte posiblemente el mismo origen. Claude Lecouteux cita tres teorías, entre las cuales la de la tradición céltica. El gato es una criatura ctónica, una personificación de la muerte en las creencias célticas. En Irlanda, el «gato de mar» es un felino quimérico monstruoso, mientras que las Islas Shetland antiguamente se denominaban Cat Inis, es decir «isla del Gato.» Su localización septentrional y su clima corresponden bastante bien a la idea del Inframundo, igual que los indicios que dirigen a un origen celta insular.
Una última teoría es la de una antigua divinidad acuática a la cual los pescadores rendían culto soltando una parte de sus capturas.

## Apariencia

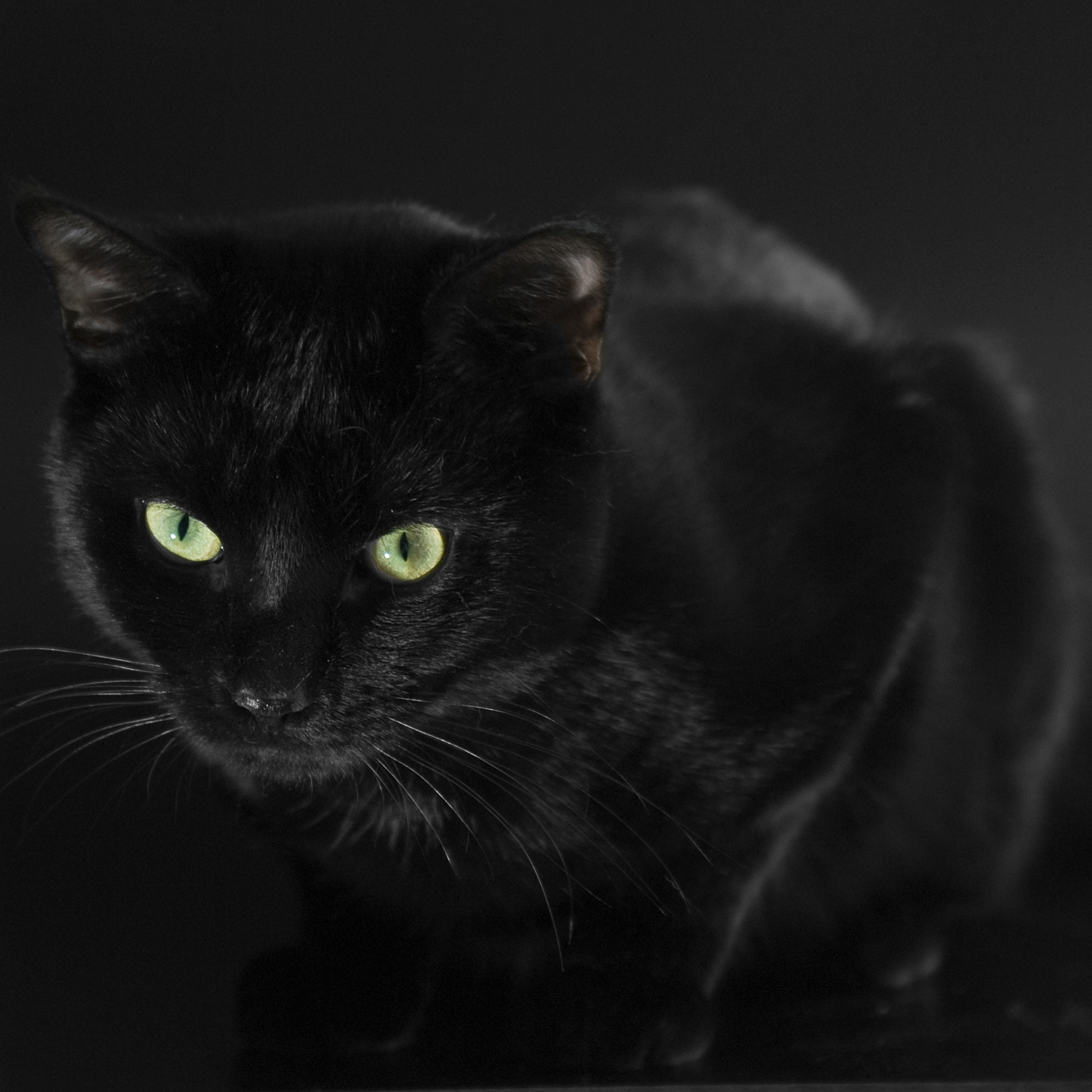
El Chapalu es descrito como un pequeño gato negro que se convierte en monstruo.

En L’Estoire de Merlin y las Triades galloises, el Chapalu es primero un gatito negro salido del agua, que después se vuelve gigantesco y monstruoso. Selon en La bataille Loquifer de 1170, lo describe con cuerpo de caballo y cabeza de gato, es un « diablo de ojos rojos»; otros manuscritos añaden pies de dragón y una cola de león·, precisando que se trata de un príncipe víctima de un encantamiento, convertido en bestia. En un poema en alto alemán medio, Manuel und Amande, hablan de él como un gran pez con aspecto de gato.
Las teorías sobre su inspiración en el lince y el gato montés son citadas, pero la insistencia en un «animal anfibio y peludo» en las descripciones hace más plausible una deformación de la nutria u otro mustélido.

## Manuscritos
Las fuentes sobre le Chapalu proceden de manuscritos medievales, en particular de los siglos XII y XIII. Jean Bichon afirma que el combate del rey Arturo contra el monstruo está escasamente representado en la ficción, pero Francis Dubost sostiene lo contrario. Esta lucha es, en todo caso, lo suficientemente conocida como para aparecer representada en un mosaico de la catedral de Otranto, datado en 1163 o 1165. En él Arturo aparece montado sobre un animal con cuernos (probablemente una cabra), y muestra dos viñetas superpuestas: arriba el combate del rey, y abajo la resolución del combate donde el monstruo «pardé» (manchado) maltrata al hombre caído.··. Una cierta demonización de la figura de Arturo es perceptible en esta representación.